# Remslof

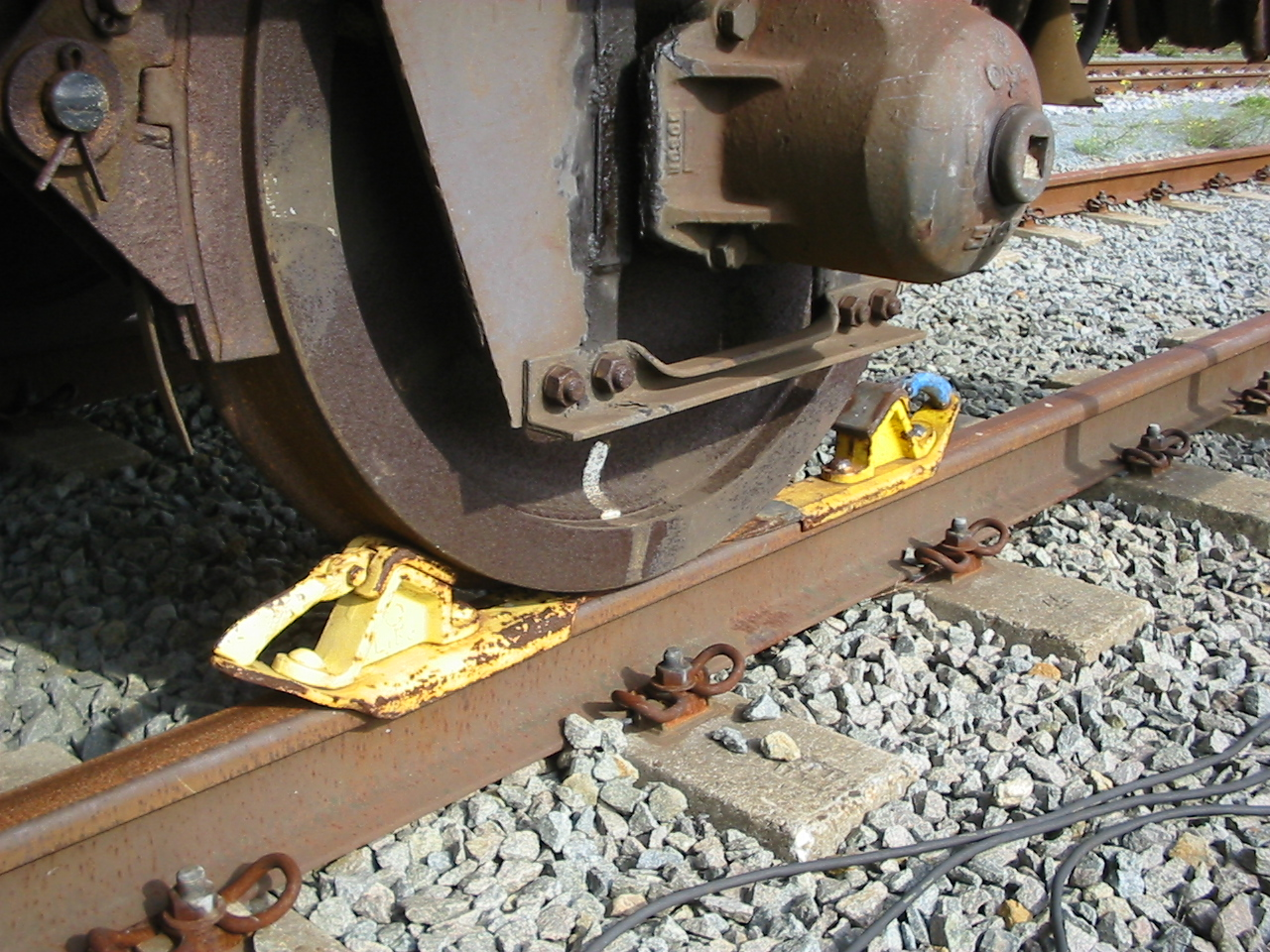
Remsloffen voorkomen het wegrollen van een wagon

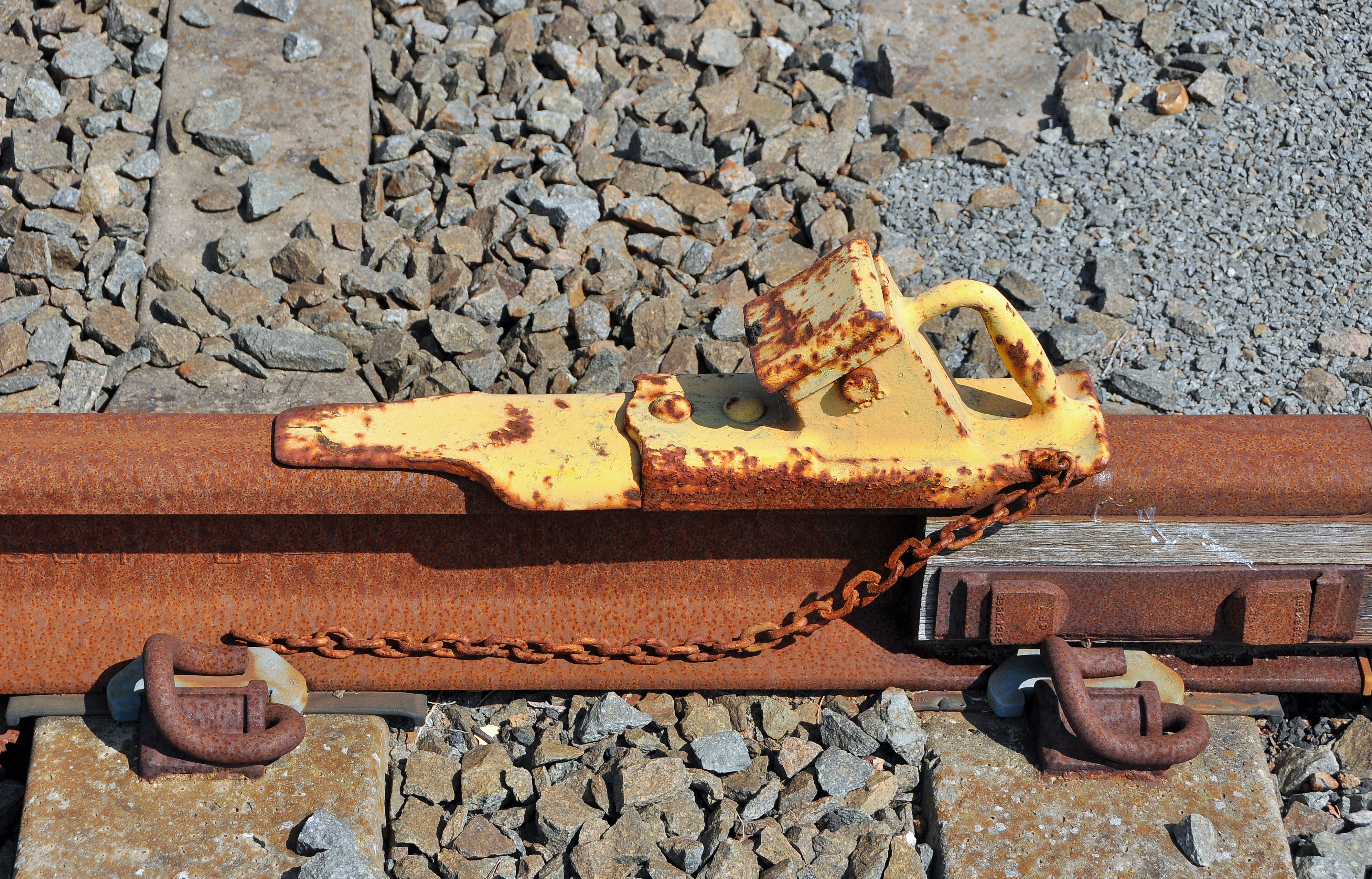
Remslof

Een remslof (soms kortweg slof) is een wig die gebruikt wordt om een voertuig op zijn plaats te houden.
Op het spoor bestaat een remslof meestal uit een metalen plaat van ±40 cm lang, met aan een uiteinde een wig (en soms een handvat). Dit wordt onder het wiel van een onberemde wagen geschoven, zodat deze niet verder kan rollen. De plaat zorgt ervoor dat de wig niet zijwaarts weggedrukt wordt. Meestal valt een slof onder één wiel, maar er zijn ook sloffen die met een stang verbonden zijn en onder beide wielen van een as vallen.
Op de weg bestaat een remslof meestal uit alleen een rubber blok, omdat de wrijving ervoor zorgt dat de blokken niet opzij schuiven.